# Edgar Behr
Edgar Richard Behr (* 12. September 1910 in Hamburg; † 2. März 1985 ebenda) war ein deutscher Regattasegler.

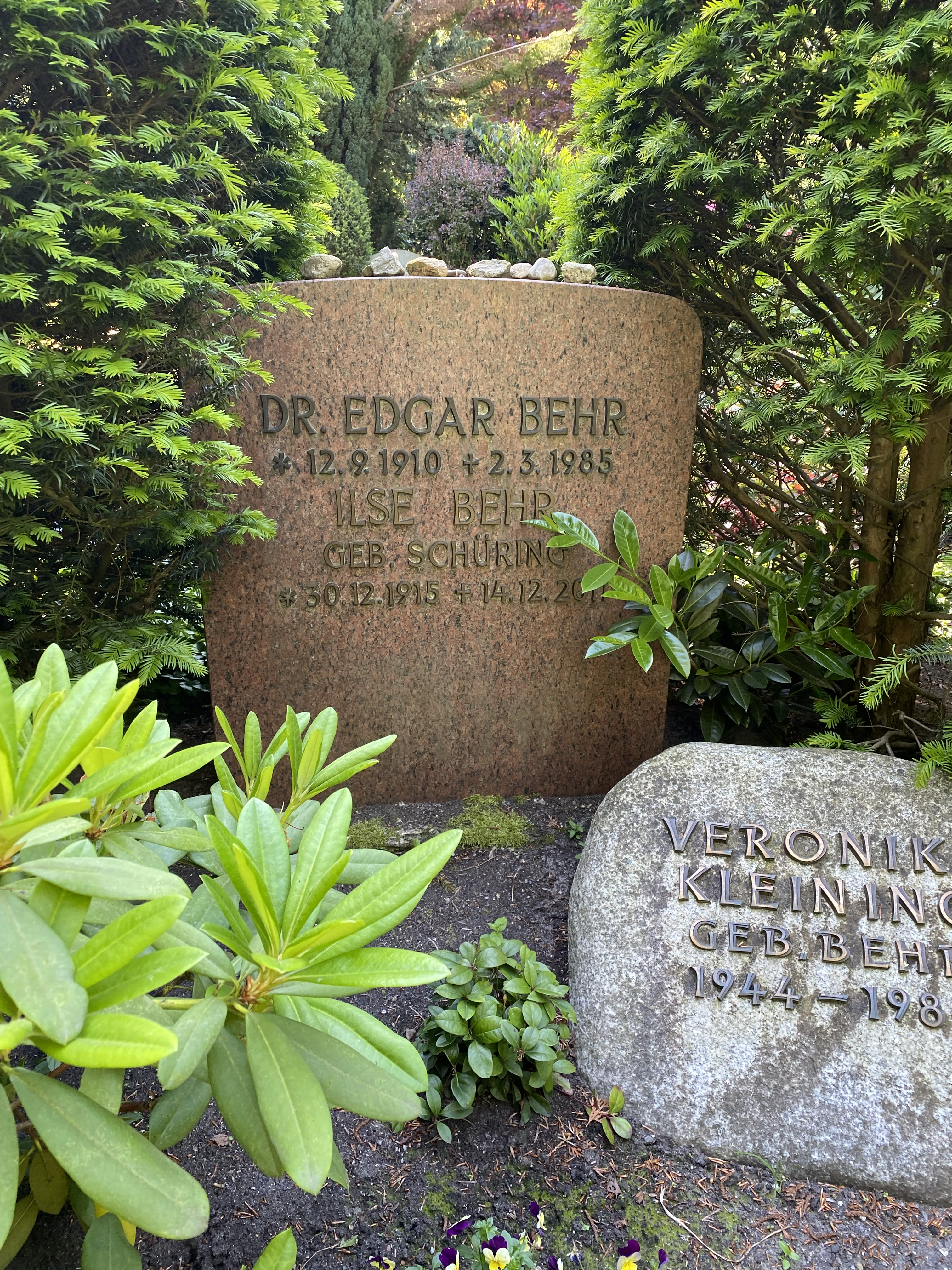
Grabstätte auf dem Friedhof Blankenese

Bei den Olympischen Spielen 1932 trat Behr in der Snowbirdregatta an und belegte den vierten Rang. Im neunten Rennen der Regatta wurde er disqualifiziert, weil er angeblich eine Boje berührt hatte, dies bestritt Behr jedoch. Als einziger deutscher Segler ohne offizielle Unterstützung hatte er jedoch kaum eine Chance, gegen das Urteil vorzugehen. Andernfalls hätte er wahrscheinlich die Bronzemedaille gewonnen.
Behr war Mitglied im Alster-Piraten-Club, der 1898 in Hamburg gegründet wurde und einer der ältesten deutschen Segelclubs ist. Edgar Behr war der Sohn des Unternehmers Richard Behr, der eine Firma zur Herstellung und zum Import von Federn und Daunen gegründet hatte. Edgar Behr übernahm diese nach dem Zweiten Weltkrieg.
Edgar Behr starb im Alter von 74 Jahren in seiner Geburtsstadt und wurde auf dem dortigen Friedhof Blankenese beigesetzt.